# Art Cohn
Art Cohn, né le 5 avril 1909 à New York et décédé le 22 mars 1958 près de Grants (Nouveau-Mexique), est un journaliste sportif et un scénariste américain.

## Biographie
Né à New York, Art Cohn est un journaliste sportif ayant travaillé pour le Oakland Tribune et le San Francisco Examiner. Il a été également correspondant de guerre pendant la Seconde Guerre mondiale.
Il est aussi scénariste à Hollywood, où il travaille aussi parfois comme adaptateur. Il est l'auteur de la biographie de Joe E. Lewis : The joker is wild: the story of Joe E. Lewis, qui a inspiré le film Le Pantin brisé (1957) de Charles Vidor avec Frank Sinatra.
Il meurt dans le même accident d'avion que le producteur Mike Todd, à l'époque marié avec Elizabeth Taylor (celle-ci, malade, n'avait pas pris place dans l'aéronef).

## Filmographie
- 1949 : Illegal Entry de Frederick De Cordova (adaptation)
- 1949 : Nous avons gagné ce soir de Robert Wise (scénario)
- 1950 : Stromboli de Roberto Rossellini (collaboration au scénario)
- 1951 : Le Grand Attentat d'Anthony Mann (scénario)
- 1951 : Les Amants du crime de Felix Feist (scénario)
- 1952 : La Ruelle du péché de Raoul Walsh (scénario)
- 1952 : L'Homme à la carabine de Richard Thorpe (scénario)
- 1952 : Duel dans la forêt de Joseph M. Newman (histoire originale)
- 1953 : Cavalleria rusticana de Carmine Gallone (scénario)
- 1953 : La Fille qui avait tout de Richard Thorpe (scénario)
- 1954 : Escadrille Panthère de Andrew Marton (scénario)
- 1954 : Tennessee Champ de Fred M. Wilcox (scénario)
- 1957 : Les Sept Collines de Rome de Roy Rowland (scénario)
- 1957 : Dix mille chambres à coucher de Richard Thorpe (scénario)